# イーディーコントライブ
イーディーコントライブ株式会社（英: ED-CONTRIVE Co.,Ltd.）は、東京都千代田区に本社を置き、コンピュータ用セキュリティ関連製品の製造・販売やCD・DVDなどの各種メディアの作成などを手掛けている日本の企業。

## 概要
イーディーコントライブ（初代、後のYAMATO→アジェット→フード・プラネット。2017年6月破産、2019年4月法人格消滅）が、2006年10月に持株会社制へ移行したのに伴い、コンピュータ用セキュリティ関連製品部門を分社化して設立。当初はYAMATOの子会社であったが、2012年11月に一部株式を譲渡したのに伴いYAMATOの子会社ではなくなり、後にYAMATO→アジェットとの資本関係がなくなった。
分社化以降は、環境復元ソフト「HD革命」や法人向けUSBメモリなどのコンピュータ用セキュリティ関連製品の製造・販売の他にも、CD・DVDなどの各種メディアの作成、コピーガードの作成、通販サイトの構築運営サービスなどを手掛けている。
法人向けUSBメモリに関しては、トレンドマイクロのウイルススキャン機能付を販売している他、通販サイトの構築運営サービスに関してはディー・エル・イーなどから受託を受けている。

## 製品
- HD革命 - 環境復元ソフト
- Traventy　3 - 法人向けUSBメモリ
- DeviceFilter - デバイス制御ソフト
- ED LogTrace - ログ取得ソフトウェア